# Străina (film din 1986)
Străina (în poloneză Cudzoziemka) este un film psihologic polonez din 1986, regizat de Ryszard Ber după un scenariu inspirat din romanul cu același nume⁠(d) din 1935 al Mariei Kuncewiczowa.
Acest film a câștigat Premiul special al juriului și Premiul pentru cea mai bună interpretare feminină (Ewa Wiśniewska⁠(d)) la Festivalul Filmului Polonez de la Gdańsk din 1986⁠(d), precum și alte premii.

## Rezumat
Róża, fiica unui polonez care lucrează în Rusia, s-a născut în orașul Taganrog la sfârșitul secolului al XIX-lea și a luat contact acolo la vârsta de 14 ani pentru prima oară cu muzica simfonică după ce a asistat la un concert al unui violonist italian. Ea își dorește începând de atunci să învețe să cânte la vioară și pleacă, împreună cu mătușa ei, Luiza, la Varșovia pentru a studia la conservatorul de acolo. Îl cunoaște acolo pe Michał Bądzki, fiul profesorului ei de muzică, cu care are o relație de dragoste, pe care nu o va uita niciodată. Michał pleacă apoi la Sankt Petersburg, iar Róża îl urmează și începe să ia lecții de vioară cu profesorul Auer. Relația de dragoste a celor doi tineri se destramă curând la inițiativa lui Michał. Ca urmare, fata se întoarce dezamăgită la Varșovia.
Eșecul sentimental o face să nu-și poate găsi la Varșovia nici locul și nici pasiunea pentru muzică. Profesorul nu îi predă tehnica corectă de interpretare, iar talentul ei imens se irosește. Róża se căsătorește de conveniență cu Adam, un bărbat pe care nu-l iubește, și are trei copii: Marta, Władysław și Kazimierz. Ea va rămâne până la sfârșitul vieții o „străină” atât din cauza originii etnice mixte ruso-poloneze, care contribuie la respingerea ei de către ambele comunități, cât și din cauza eșecurilor suferite (pierderea primei iubiri și pasiunea muzicală neîmplinită), care au transformat-o într-o femeie veșnic nemulțumită, ce trăiește la granița dintre vis și realitate și duce o existență zbuciumată în plan sufletesc. Moartea în copilărie a fiului ei, Kazimierz, agravează starea psihică a Różei, care îl învinovățește permanent pe soțul ei, Adam, și o tratează cu răceală pe fiica ei nedorită, Marta.
În cele din urmă, Róża decide să se realizeze prin intermediul copiilor: Władyś se angajează în diplomație, iar Marta, care se dovedește a fi talentată din punct de vedere muzical, devine o cântăreață celebră. Cu toate acestea, femeia nu se simte fericită și, pe măsură ce trec anii, devine tot mai deprimată și mai supărată. Bătrânețea îi aduce singurătatea, deoarece soțul ei a părăsit-o pentru o altă femeie, iar copiii și-au întemeiat propriile familii. În cele din urmă, Róża ajunge la Berlin pentru a-și trata o boală de inimă, iar dr. Gerhard reușește să pătrundă în straturile cele mai ascunse ale personalității ei și să o facă să se vadă așa cum este cu adevărat: o femeie dominatoare și rea. Analizându-și trecutul, ea începe să înțeleagă că nu a putut nici să se împace cu soarta ei și nici să găsească bucurie în ceea ce i-a adus viața. Se eliberează astfel de povara sufletească a trecutului și, după ce poartă conversații sincere cu soțul și fiica ei, moare împăcată cu ea însăși și cu cei dragi.

## Distribuție
- Ewa Wiśniewska⁠(d) — Róża
- Joanna Szczepkowska — Marta, fiica Różei și a lui Adam
- Jerzy Kamas⁠(d) — Adam, soțul Różei
- Andrzej Precigs — Władyś, fiul Różei și al lui Adam
- Katarzyna Chrzanowska — Róża în tinerețe
- Mirosław Konarowski — Michał Bądzki, fiul lui January, primul iubit al Różei
- Małgorzata Lorentowicz — Luiza, mătușa Różei
- Henryk Machalica⁠(d) — doctorul Gerhard
- Igor Śmiałowski — ambasadorul
- Marek Walczewski⁠(d) — violonistul January Bądzki, profesorul Różei
- Eugenia Herman — Sabina, servitoarea Martei
- Jolanta Grusznic⁠(d) — Jadwiga, soția lui Władyś
- Andrzej Grąziewicz — Paweł, soțul Martei
- Hanna Giza — Sophie
- Sławomira Łozińska — Janina, servitoarea Różei
- Włodzimierz Bednarski — Adolf, tatăl Różei
- Andrzej Szenajch — maestrul Auer, profesorul Różei de la Sankt Petersburg
- Piotr Grabowski — invitat la întâlnirea cu ambasadorul (nemenționat)
- Marek Kępiński — invitat la întâlnirea cu ambasadorul (nemenționat)
- Maria Klejdysz⁠(d) — doamnă prezentă la un concert în cinstea Marelui Duce (nemenționată)
- Juliusz Lubicz-Lisowski — invitat la nunta Różei cu Adam (nemenționat)
- Danuta Wodyńska⁠(d) — mătușa lui Adama de la nuntă (nemenționată)

## Producție

### Sursa literară de inspirație
Scenariul filmului este inspirat din romanul cu același nume⁠(d) de Maria Kuncewiczowa (1895–1989), dar diferă totuși de acesta, fiind scris chiar de autoarea romanului, care a revenit la eroina ei după o perioadă de 50 de ani. Romanul a fost publicat pentru prima dată în 1935 în revista Kurier Poranny⁠(d) („Mesagerul de dimineață”) din Varșovia și un an mai târziu într-un volum. A fost tradus în 13 limbi și retipărit de mai multe ori.
Străina este considerat una dintre creațiile literare remarcabile cu tematică psihologică din perioada interbelică. Autoarea a încălcat în mod deliberat ordinea cronologică în construcția romanului, combinând flashbackuri, digresiuni și amintiri ale personajului principal. Romanul a devenit subiect separat de reflecție și analiză în articolul „Aneksja podświadomości” („Anexarea subconștientului”, 1936) al artistului și criticului literar polonez Bruno Schulz.

### Filmări
Filmul Străina a fost realizat de compania poloneză Przedsiębiorstwo Realizacji Filmów Zespoły Filmowe⁠(d). Filmările au avut loc în anul 1986 și s-au desfășurat în orașele poloneze Varșovia și Łódź, la Marea Baltică, în orașul sovietic Leningrad (Palatul de Iarnă, Statuia lui Petru I⁠(d) („Călărețul de Bronz”) din Piața Senatului⁠(d)), în orașul italian Roma (Fontana di Trevi, Forumul roman) și la Vatican (Piața „Sf. Petru”, Basilica San Pietro, Colonada lui Bernini).

### Muzica din film
În film, în care prezentul este împletit cu trecutul, muzica joacă un rol enorm: melodia „Ich grolle nicht” a lui Robert Schumann revine de mai multe ori ca un laitmotiv, fiind asociată cu perioada fericită a primei iubiri a eroinei, iar Concertul pentru vioară în D major Op. 77⁠(d) al lui Johannes Brahms este un simbol al visului și al dorului eroinei.

## Premii
Filmul a fost distins cu mai multe premii:
- Premiul special al juriului și Premiul pentru cea mai bună interpretare feminină (Ewa Wiśniewska⁠(d)) la Festivalul Filmului Polonez de la Gdańsk (1986);
- Premiul președintelui Comitetului Cinematografiei (Przewodniczącego Komitetu Kinematografii) pentru activitatea depusă în anul 1986 pentru realizarea unui film – în domeniul lungmetrajului (1987) pentru Ryszard Ber, Maria Kuncewiczowa și Ewa Wiśniewska⁠(d);
- Premiul publicului la Festivalul de Film de la Tarnów⁠(d) (1987);
- Premiul ziarului Trybuna Ludu⁠(d) („Tribuna Poporului”, 1987) pentru Ewa Wiśniewska⁠(d).[3]